# Barbara Zapolska (komedia)
Barbara Zapolska, czyli Odwet (także: Odwet, czyli Barbara Zapolska) – komedia historyczna Ludwika Adama Dmuszewskiego w trzech aktach. Prapremiera odbyła się w Teatrze Narodowym w Warszawie 15 marca 1816.

## Pierwowzór
Ludwik Adam Dmuszewski wykorzystał motywy z francuskiej komedii pt. La Revanche (aut.: J. F. Roger i A. Creuzé de Lesser), do których dopasował realia historii Polski. Aby zilustrować wątek królewskiego mezaliansu, posłużył się postacią Barbary Zapolskiej (odrzuciwszy kandydatury Elżbiety z Pilicy i Barbary Radziwiłłówny). Pierwsza przeróbka utworu (prozą) nosiła tytuł Miłostki Zygmunta Jagiellończyka i została wystawiona w 1810 r., a jej powodzenie zachęciło autora do opracowania udoskonalonej wersji (wierszem) pt. Odwet, czyli Barbara Zapolska.

## Treść
Akcja utworu rozgrywa się w zamku Zapolskich na Spiszu. Król Zygmunt zakochał się bez pamięci w Barbarze Zapolskiej. Ponieważ zależy mu na szczerym i bezinteresownym uczuciu wybranki, postanawia ukryć swoją tożsamość i zdobyć jej serce w przebraniu ubogiego szlachcica - Bogdana. Tymczasem ojciec Barbary - hrabia Stefan Zapolski - przeznaczył ją na żonę równego jej stanem księcia Stefana Ostrogskiego, którego ona jednak nie kocha.

## Spektakl radiowy
W 1973 r. w Teatrze Polskiego Radia wyemitowano spektakl pt. Odwet czyli Barbara Zapolska w adaptacji i reżyserii Haliny Gryglaszewskiej.